# Машина смерти
«Машина смерти» (англ. Death Machine) — фантастический боевик в жанре киберпанк, снятый в 1994 году британским режиссёром Стивеном Норрингтоном, постановщиком фильмов «Блэйд» (1997) и «Лига выдающихся джентльменов» (2003).

## Сюжет
Недалёкое будущее. Сумасшедший гений Джек Данте создаёт робота-убийцу, и натравливает его на горстку людей, волей судьбы оказавшихся в смертельном лабиринте здания корпорации, которая занимается военными технологиями. Остановить разъярённый механизм учёного-психопата можно, победив собственные страхи, вернувшиеся из прошлого в новом, ужасающем обличье.

## В ролях
- Брэд Дуриф — Джек Данте
- Эли Пуже — Хейден Кейл
- Уильям Хуткинс — Джон Карпентер
- Джон Шариан — Сэм Рейми
- Мартин МакДугалл — Ютани
- Андреас Вишневски — Уэйланд
- Ричард Брэйк — Скотт Ридли
- Алекс Брукс — шериф Диксон
- Рейчел Вайз — младший исполнитель

## Съёмочная группа
- Режиссёр: Стивен Норрингтон
- Сценарист: Стивен Норрингтон
- Продюсеры: Доминик Анчиано, Джим Бич, Рей Бердис
- Оператор: Джон де Борман
- Композитор: Криспин Меррелл
- Художники: Крис Эдвардс, Су Уайтакер
- Монтаж: Пол Эндэкотт

## Награды и номинации
- 1995 — Международный кинофестиваль в Испании «Sitges Film Festival» — номинации в категориях «Лучшие спецэффекты» и «Лучший актёр» (Брэд Дуриф)
- 1995 — Международный фестиваль фантастики в Италии «Fantafestival» — победа в номинации «Лучшие спецэффекты»